# 视频超分辨率
视频超分辨率（Video super-resolution， VSR ）是一種能讓低分辨率视频帧變成高分辨率视频帧的技術。与图像超分辨率相比，视频超分辨率技術更複雜。現在人們在视频超分辨率領域引入了深度學習技術，而且效果好於傳統方法。